# Col de Montfuron
Le col de Montfuron est situé à Montfuron dans les Alpes-de-Haute-Provence en France. Son altitude est de 647 m. Il relie la vallée de la Durance à la vallée du Calavon (par l’intermédiaire du col des Granons et le vallon de l’Encrême), et la commune de Manosque à celle de Reillanne.